# Мысливский, Веслав
Веслав Мысливский (пол. Wiesław Myśliwski, 25 марта 1932, с. Двикозы одноименной гмины (ныне Свентокшиское воеводство Польши) — польский писатель, драматург, редактор.
Веслав Мысливский — один из польских писателей, кто дважды становился лауреатом престижной литературной премии «Нике» (1997, 2007). 

## Биография
После окончания гимназии с 1951 по 1956 год изучал польскую филологию в Католическом университете в Люблине.
В 1955—1976 гг. работал в Кооперативном народном издательстве в Варшаве. Прошел путь от помощника редактора до заместителя главного редактора.
В 1975—1999 — главный редактор ежеквартальника «Regiony», одновременно в 1993—1999 — главный редактор издания «Sycyna».
С 1997 возглавляет жюри конкурса на присвоение общепольской премии имени Александра Патковского в Сандомире.
Член Союза польских писателей (1971—1983).

## Творчество
Дебютировал в 1955 году как литературный критик. В 1967 году опубликовал свою первую повесть «Окоëм».
Признанный мастер «деревенской прозы», чьи книги вошли в канон польской литературы XX века. Автор повестей и романов.

## Избранная библиография
- «Голый сад» (1967, киноверсия «Через девять мостов»),
- «Замок» (1970),
- «Вор» (пьеса, 1973),
- «Ключник» (1978),
- «Камень на камень» (1984) — одно из интереснейших произведений современной польской прозы. Роман отличается редким сочетанием философского осмысления мировоззрения крестьянина-хлебопашца с широким эпическим показом народной жизни, претворенным в судьбе героя, пережившего трагические события второй мировой войны, жесткие годы борьбы с оккупантом и трудные первые годы становления новой жизни в селе. Экранизирован в 1995 году.
- Дерево (1989),
- Горизонт (1996, в 1997 году награждён премией «Ника»),
- «Реквием для хозяйки» (2000)
- «Трактат о лущении фасоли» (2006, в 2007 году награждён премией «Ника», литературной премией г. Гдыня, премией телеканала «TV Kultura», премией ежемесячника «Odra»)[1] и др.,
- «Последняя раздача» (2013 г.) — произведение «полное», охватывающее всю человеческую жизнь, прикасающееся к самой тайне бытия. Являясь стимулом к размышлениям, роман не учит, не морализаторствует и не оценивает. Показывает жизнь с ее хорошими и плохими сторонами. Это роман философский, мерилом и темой которого является человек и человеческий долг между случаем и необходимостью. Книга прекрасно структурирована, призывает к её многократному перечитыванию и вчитыванию в неё — каждый новый раз позволяя открыть для себя ее новые измерения и перспективы. Стихия рассказываемой истории захватывает читателя настолько, что он становится единым целым с ней и отдается воле её течения.
- «Игольное ушко» (2018, презентация в издательстве Znak — 17 октября) — трогательные раздумья над человеческой судьбой, памятью и историей, загадочностью интимных отношений, и, прежде всего, над тайной встречи молодости и старости. В романе, как в зеркале, отражается кусок польской истории со всем, что есть в ней драматического, болезненного, недосказанного и негласного. Прежде всего, однако, это вещь о том, как прошедшее время оставляет след в человеческом познании самого себя и окружающего нас мира. Красивая, глубокая литература, в которой проницательность наблюдений и своеобразная нежность по отношению к человеку переплетаются с символическим измерением.

Ряд произведений Мысливского был экранизирован, в частности, были сняты фильмы:
- 1979 — Ключник,
- 1980 — Дорога (по роману «Камень на камень»),
- 1980 — Дворец (по роману «Замок»),
- 1995 — Камень на камень (новая экранизация романа).

## Награды
- Премия им. Станислава Пентака (1968),
- Награда Министра культуры и искусства ПНР 3-й степени (1971),
- Государственная премия ПНР (1979, 1987),
- Награда председателя «Комитета в дела радио и телевидение» 1-й степени (1979),
- Кавалерский Крест Ордена Возрождения Польши (1980),
- Офицерский Крест Ордена Возрождения Польши (1987),
- Литературная премия «Нике» (дважды, 1997, 2007),
- Орден «Ecce Homo» (католическая награда, 2004),
- Золотая медаль «За заслуги в культуре Gloria Artis» (2005),
- Почётный доктор Опольского университета (2009),
- Grand Prix Litteraire de St. Emillion (2011),
- Командорский крест со звездой Ордена Возрождения Польши (2012),
- Почётный доктор Жешувского университета (2012)
- Литературная премия им. Францишека Карпинского (2016, Белосток)
- Почётный гражданин Варшавы (2025)[2] и др.